# Artur Kutscher
Artur Heinrich Theodor Christoph Kutscher (17 de julio de 1878, Hannover - 29 de agosto de 1960, Múnich) fue un historiador de la literatura alemana e investigador en el drama. Junto con Max Herrmann se le puede ver como un padre fundador de la dramaturgia. Fue profesor en la Universidad de Múnich, donde impartió un seminario de famosos en la historia del teatro. Kutscher fue un amigo del dramaturgo iconoclasta y cabaret estrellas Wedekind. Su obra influyó en muchos escritores, poetas y directores.
Sus estudiantes incluyeron a Bertolt Brecht (estudió en 1917), Erwin Piscator (estudió en 1913), Peter Hacks, Johst Hanns, Klabund y Mühsam Erich.